# Ultimate Soccer
Ultimate Soccer är ett fotbollsspel utvecklat av Rage Software till Sega Mega Drive och utgivet av Sega.
Spelet innehåller 64 olika landslag, men har inga verkliga spelarnamn.

### Fotnoter
1. ↑  ”Ultimate Soccer” (på engelska). Mobygames. http://www.mobygames.com/game/ultimate-soccer. Läst 8 maj 2014.